# Badminton Malta
Badminton Malta ist die oberste nationale administrative Organisation in der Sportart Badminton in Malta. Der Verband wurde 1970 als Badminton Association of Malta gegründet, Vorreiter des Verbandes datieren jedoch bis in die 1950er Jahre zurück.

## Geschichte
Der maltesische Verband war in seiner Vorgängerversion, welche im August 1952 gegründet wurde, bereits seit März 1954 Jahren Mitglied in der Badminton World Federation, damals als International Badminton Federation bekannt. 1960 und 1970 kam es zu Neugründungen des Verbandes, nachdem 1968 der Spielbetrieb fast vollständig zum Erliegen gekommen war. 1972 trat man in den kontinentalen Dachverband Badminton Europe, zu der Zeit noch als European Badminton Union firmierend, ein. 1953 starteten die nationalen Titelkämpfe, 1971 die internationalen Titelkämpfe.

## Bedeutende Veranstaltungen, Turniere und Ligen
- Malta International
- Maltesische Meisterschaft
- Maltesische Mannschaftsmeisterschaft
- Maltesische Juniorenmeisterschaft

## Bedeutende Persönlichkeiten
- Franz Vella, Präsident
- C. A. Debono-Portanier, ehemaliger Präsident